# Библейский потоп
Библейский потоп, Но́ев потоп — всемирное наводнение, которое Бог, согласно Библии, послал для уничтожения людского рода за грехи.
Библейское повествование о потопе излагает в основном Книга Бытия (Быт. 6:5 — 9:17). Другие книги Библии содержат только краткие упоминания этого сюжета: Ис. 54:9; Сир. 44:16—18; возможно, также Пс. 29:10) или его главного героя Ноя (Иез. 14:14; Лк. 3:36).
В ряде сюжетных мотивов обнаруживается близкое сходство библейского повествования с месопотамским рассказом о потопе: избранный герой сооружает судно (Ноев ковчег в Библии), в него загружаются животные, затем выпускаются птицы для определения окончено ли затопление суши, путь судна завершается на Армянском нагорье, после потопа приносится жертва, повествование о потопе имеет связь с рассказом о творении человека. Это сходство дало учёным основание сделать вывод, что библейский потопный рассказ находился в зависимости от месопотамского. Однако общий контекст пролога книги Бытия и ряд деталей повествования придают библейскому рассказу особый богословский смысл.
Проводились различные сравнения библейских и древневосточных источников с материалами археологии и исторической геологии, что позволило предполагать историческое основание для месопотамского и библейского повествований, такое как массивное локальное наводнение или ряд подобных событий на территории Южной Месопотамии или в других регионах. Погружение под воду всей поверхности Земли в ранние периоды человеческой истории не имеет каких-либо научных подтверждения.
Потоп разделил библейскую историю на допотопные времена и послепотопные времена.

## Сюжет

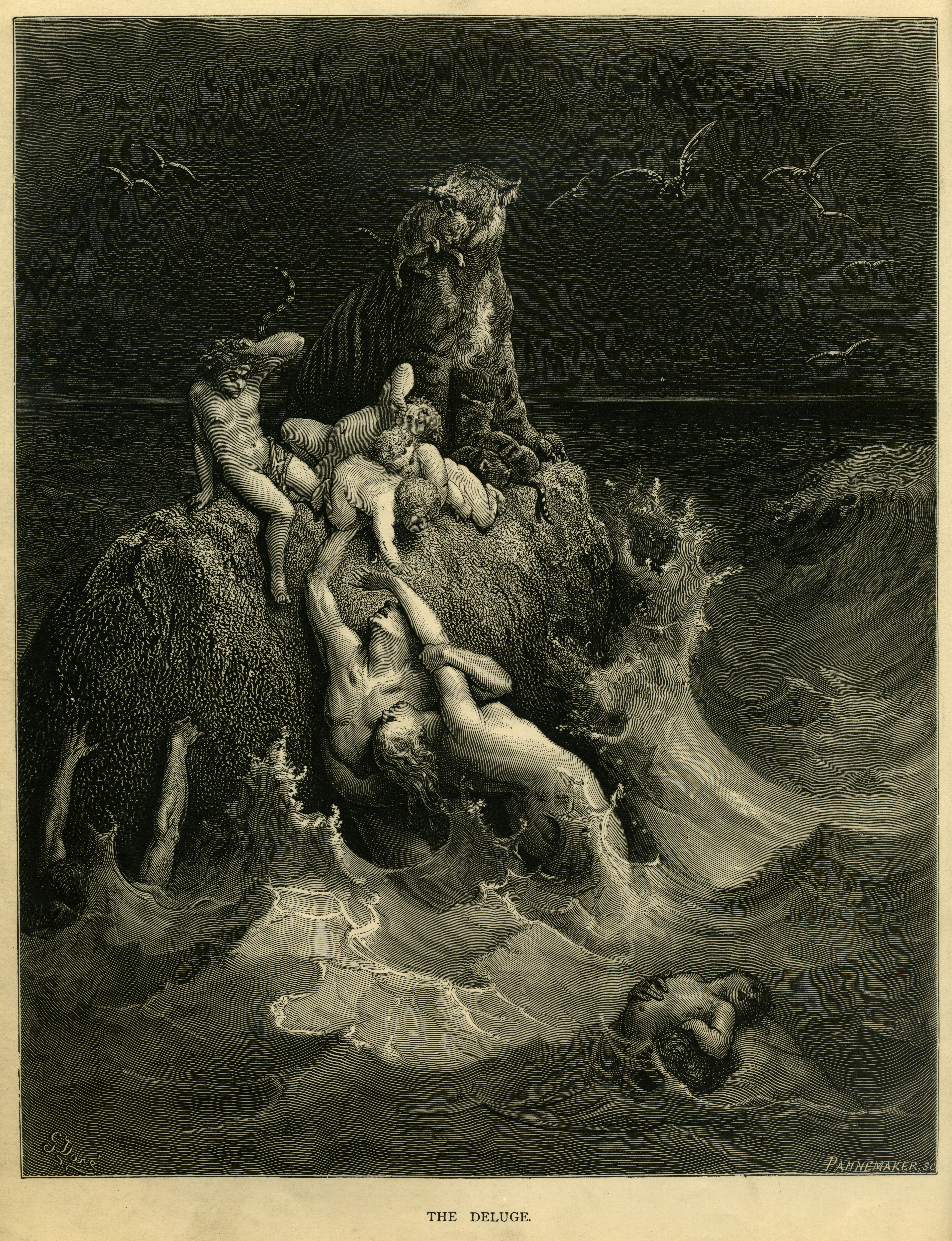
Сцена потопа, иллюстрация Гюстава Доре

Согласно библейскому сюжету, Бог заблаговременно оповещает благочестивого и праведного Ноя о решении уничтожить людской род и учит его строительству судна, известного как Ноев ковчег, и снаряжению его для продолжительного плавания. Ной должен был взять с собой в судно свою семью, а также по паре животных от каждого вида. Когда праведник завершил все приготовления, Господь обрушил воды на землю и всё, что было живое на ней, погибло. Вода эта стояла так высоко, что плававший по её поверхности Ноев ковчег был выше горных вершин. Спустя время дожди прекратились и вода начала сходить. Тогда ковчег причалил к горе Арарат. Ной подождал 40 дней и выпустил ворона, который, не найдя суши, возвращается обратно. Затем праведный три раза, с перерывами по семь дней, выпускает голубя. В первый раз эта птица также возвратилась ни с чем, во второй — принесла в клюве оливковый лист, в третий — голубь не вернулся, что означало, что ему удалось найти сушу. Выйдя из судна на сушу, Ной приносит жертвоприношение, и Господь даёт обещание восстановить порядок вещей и впредь не истреблять людской род. В качестве знака этого обещания в небесах воссияла радуга; Бог благословляет праведного Ноя, его потомков и всё, что есть на земле.

## Месопотамские сюжеты о потопе
Легендарные рассказы о великом потопе, в ходе которого воды покрывают покрывшем всю землю или значительную её часть, встречаются во многих культурах, включая индейские, австралийские, полинезийские и др. Однако сюжеты, наиболее близкие к библейскому, известны из Месопотамии; они, вероятно, были заимствованы древними греками. Древнейшая версия данной месопотамской легенды читается на шумерских клинописных табличках из Ниппура, опубликованных в 1914 году. Текст сохранился плохо, но ясно, что рассказывается легенда, центральным событием которой выступает потоп. Один из богов говорит, что спасёт людской род от гибели, уготованной ему другим богам. О грозящем людям потопе узнаёт царь Зиусудра. Далее в тексте лакуна; вероятно, говорилось об указаниях царю, как соорудить огромное судно, на котором спасётся от катастрофы. Далее описывается сам потоп, который длится семь дней и семь ночей. Всё это время, гонимое штормовыми ветрами, судно носится по волнам. Затем воссиял солнечный бог Уту, перед которым царь распростёрся ниц. Зиусудра приносит ему в жертву быка и овцу. После следует очередная лакуна, а далее рассказано, что Зиусудре дали бессмертие, и местом его обитания стала страна Дильмун, в которой восходит бог Уту.
Известна также месопотамская легенда о потопе — эпос об Атрахасисе (означает «чрезвычайно мудрый»), которая сохранилась на клинописных табличках XVIII—XVII веков до н. э., записанная на старовавилонском диалекте аккадского языка. Является аккадской по происхождению. Люди настолько умножились, что стали досаждать верховному божеству Энлилю, решившему уничтожить их через потоп. Но повелитель вод бог Энки предупреждает царя Атрахасиса и велит ему соорудить судно для спасения. Конец рассказа утрачен, однако понятно, что там говорилось о создании ковчега и о потопе. Этот эпос имеет большое число параллелей с библейским нарративом о потопе.
Ещё более сходен с библейским повествование потопный рассказ, читающийся на 11-ти табличках аккадского эпоса о Гильгамеше. Известная в настоящее время полная версия эпоса была обнаружена в Ниневии и датируется VII веком до н. э. Персонаж Утнапиштим, иногда именуемый Атрахасисом, который обрёл бессмертие, рассказал о потопе своему смертному потомку Гильгамешу. Утнапиштим жил в Шуруппаке, что стоял на Евфрате. Тогда он получает предупреждение о грозящей всем катастрофе. По неясной причине боги, которых возглавляет воинственный Энлиль, хотят устроить потоп с целью истребления людского рода. Бог Эйа, или Эа, являющийся параллелью шумерскому Энки, сообщает эти известия Утнапиштиму и велит тому соорудить судно, на которое Утнапиштиму следует взять представителей всех видов животных. Судно описывается как куб, имеющий ребро в 120 локтей (около 54 м); у него была крыша и семь палуб, каждая из них делилась на девять помещений. На это ковчег садятся Утнапиштим со своей семьей и корабельщиками, погружаются животные, и начинается буря, которая длится шесть дней и ночей. На седьмой день Утнапиштим открывает окно ковчега, видит гибель всего окружающего и плачет. После бури ковчег достигает горы Нисир, вершина которой начала открываться от убывающей воды. Спустя ещё шесть дней, на седьмой день Утнапиштим выпускает голубя, который не находит суши и возвращается обратно. Затем герой повествования выпускает ласточку, но и она прилетает назад. Наконец, он выпускает ворона, который не возвращается, потому что вода уже спала. Утнапиштим приносит на вершине горы жертвы богам. Энлиль гневается, узрев, что люди спаслись, но Эйа успокаивает владыку, объяснив, что план богов был открыт Утнапиштиму во сне. Энлиль восходит на квочег, косается лба Утнапиштима и его жены и дарует им бессмертие.

## Сравнение с месопотамскими сюжетами

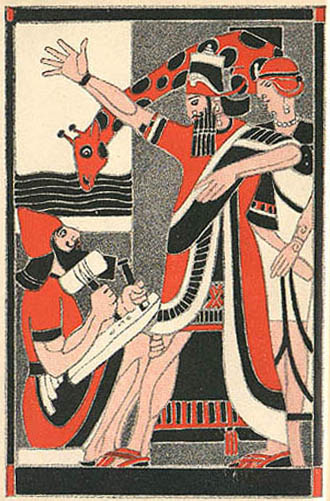
Ной, книжная иллюстрация, 1913

В сюжете аккадского эпоса о Гильгамеше и в библейском рассказе решение о потопе принимает божество, а один из людей, любимец божества, избран в качестве того, кто спасётся с семьёй и животными. По точным указаниям этого божества он строит огромное судно. В обоих рассказах персонаж просмолил судно изнутри и снаружи. В обоих рассказах говорится, что потоп причинил катастрофическое опустошение, в обоих судно пристало к горной вершине, и герой повествования выпустил птиц, чтобы узнать, открылась ли от вод суша. В обоих рассказах героем приносятся жертвы и принимается божественное благословение.
Помимо явного сходства сюжета аккадского эпоса о Гильгамеше с библейским рассказом, между ними заметен и ряд существенных отличий. Часть различий объясняют через различие между религиозными концепциями: месопотамским политеизмом и библейским монотеизмом. Утнапиштим стал богом, а Ной остался человеком. Библейский Господь после катастрофы заключил завет с человеческим родом (Семь законов потомков Ноя), что является чуждой идеей для месопотамской традиции. В месопотамском сюжете спасение человечества стало возможным в результате того, что бог Эйа не исполнил волю Энлиля, тогда как библейский Бог намеренно спас Ноя и его семью, сам не пожелав полного уничтожения людей. В отличие от Утнапиштима Ною не нужны были корабельщики и корабельные приспособления, и он спасся только по воле Божьей, а не благодаря своей сноровке и мастерству. Месопотамская легенда не содержит моральной подоплёки библейского повествования, где глобальное наводнение стало Божьм наказанием за порочность человеческого рода, Ной спасся из-за своей праведности. В месопотамском нарративе причиной стало то, что большое множество людей шумели, нарушая покой главного божества Энлиля, а выбор героя связывается с обманом одного божества другим.
По мнению Сончино, вавилонский эпос не основывается на каких-либо морально-этических нормах. Всё происходящее описывается в нём как результат прихоти или игры божеств. Впрочем, шумеролог С. Н. Крамер отмечает, что уже в шумерском сказании Зиусудра «предстаёт как набожный и богобоязненный царь, во всех своих делах руководствующийся указаниями, полученными от богов в сновидениях и предсказаниях».
С традиционной точки зрения, Библия раскрывает пути управления мира Творцом, подчёркивая, что ничто в мире не происходит случайно. Господь посылает на землю Потоп только потому, что сам человек извращает пути свои на земле, «наполняя» её грабежом, насилием и развратом. Тут же, хотя и в скрытой форме, содержится мысль о том, что ответственность за состояние общества разделяют все, кто вольно или невольно принял его нормы и не выразил протеста. Ной спасается не по причине каприза божества и не потому, что он «обладает величайшей мудростью» (что не исключает возможности творить зло и приносить горе другим), а потому, что он человек праведный, то есть стремящийся к добру. Бог спасает Ноя не для того, чтобы тот мог вечно блаженствовать, а для того, чтобы он и его потомки стали фундаментом обновлённого человечества. Согласно Й. Вейнбергу, в Пятикнижии «Потоп изображён как испытание, которым и в процессе которого завершается превращение допотопного предчеловечества в послепотопное истинное человечество».
Морально-этическую силу, заложенную в библейском рассказе о Потопе, признают и исследователи из школы «Библейской критики»:

Рассказ о Потопе, приводимый Библией, таит в себе скрытую силу, способную оказать воздействие на сознание всего человечества. Несомненно, что при записи рассказа о Потопе ставилась именно эта цель: научить людей нравственному поведению. Ни одно другое описание Потопа из тех, которые мы находим в источниках, не связанных с Библией, в этом плане совершенно не похоже на рассказ, приведённый в ней.— А. Джеремиас

Вавилонский текст о Потопе словно специально был составлен для того, чтобы превосходство идеи Израиля о Едином Боге стало ещё более ясным и отчетливым. Со своей же стороны, Библия перечёркивает все те описания Потопа, которые были известны древнему миру до неё: их отталкивающие образы теряют какое-либо значение.— Германн Гункель
| Тема                            | Библейская версия (XV—VI века до н. э.)          | Шумерская версия (сохранилась во фрагментах XVII века до н. э.)                                                                               | Вавилонские версии (XVII—III века до н. э.) |
| ------------------------------- | ------------------------------------------------ | --- | --- |
| Источник                        | Книга Бытия                                      | Клинописные таблички, найденные при раскопках Ниппура.                                                                                        | 1) Вавилонский историк Берос (III век до н. э.), рассказ сохранился в пересказе греческих историков; 2) Клинописные таблички из библиотеки царя Ашшурбанипала, рассказ в XI табличке Эпоса о Гильгамеше (около 1100 год до н. э.); 3) Эпос об Атрахасисе (XVII век до н. э.) |
| Персонаж                        | Ной, в 10-м поколении после Адама                | Зиусудра, царь и жрец бога Энки Зиусудра в буквальном переводе с шумерского означает «нашедший жизнь долгих дней»                             | 1) Ксисутрус (Зиусудра), 10-й царь Вавилона; 2) Утнапишти в переводе с аккадского: «тот, кто нашёл дыхание», сын Убара-Туту, предок Гильгамеша; 3) Атрахасис |
| Спасающий бог                   | Яхве                                             | Энки (Эйа) | 1) Кронус; 2) Эа |
| Приказ                          | Построить ковчег, взять с собой семью и животных | Упоминается приказ бога подойти Зиусудре к стене, где ему сообщается о потопе и о решении богов уничтожить человечество                       | 1) Кронус сообщает Зиусудре, что человечество будет уничтожено великим потопом, и он должен построить лодку и сесть в неё со своей семьёй и лучшими друзьями, обеспечив их едой и питьём, а также взять на борт диких животных, птиц и всех четвероногих животных; 2) Боги принимают решение на совете, но Эа втайне от остальных богов сообщает их решение Утнапишти, повелевает ему оставить имущество, построить ковчег, взяв с собой [семя] всех живых существ; 3) Построить лодку, оставить имущество и спасти жизнь |
| Длительность ливня              | 40 дней и 40 ночей                               | 7 дней и 7 ночей | 7 дней и 7 ночей |
| Птицы                           | Выпускает ворона, затем трижды выпускает голубя  | (текст отсутствует) | 1) несколько птиц; 2) голубь, затем ласточка и ворон |
| Место причаливания              | «горы Араратские» (Урарту)                       | | 1) Армения; 2) гора Нимуш |
| Жертвоприношение после спасения | Постройка алтаря и принесение жертвы             | Принесение в жертву быков и овец | Постройка алтаря и принесение жертвы в виде воскурений от ладана, мирта, тростника и кедра |
| Благословение                   | Бог заключает Завет с Ноем и благословляет его   | Ан и Энлиль даруют Зиусудре «жизнь как боги» и «вечное дыхание» и поселяют его вместе с женой на горах Дильмун (Тильмун в аккадском варианте) | Утнапишти и его жена (либо Атрахасис без жены) по выходе из судна получают благословение бога Энлиля |

## Связь сюжетов
Наиболее древняя из датированных клинописных вавилонских табличек с рассказом о потопе относится примерно к 1637 году до н. э. и, таким образом, оказывается значительно старше библейской версии. Шумерская поэма, по-видимому, повлияла на создание вавилонского произведения (табличка относится к XVII веку до н. э.). Само шумерское сказание весьма древнее, его окончательную литературную обработку относят ко времени III династии Ура.
Джеймс Джордж Фрэзер писал, что мнения о происхождении библейского рассказа можно разделить на три группы:
1. библейский рассказ непосредственно восходит к аккадским или вавилонским легендам о потопе или заимствован из них;
2. рассказ о потопе является универсальным фольклорным мотивом;
3. возможно сочетание этих двух подходов.

В ассирийско-вавилонском повествовании ковчег причалил к горе Нисир или Нимуш, что в горном массиве Загрос, расположенном к северу от Вавилона, а в библейском сюжете — к горе Арарат к северу от Сирии. Это различие свидетельствует о наличии отдельной сиро-ханаанской версии данной легенды. Библейское повествование о потопе, основанное на этой традиции, переработано в монотеистическом и моралистическом духе.

## Датировка
Согласно еврейскому тексту книги Бытия и традиционной еврейской библейской хронологии, Всемирный потоп начался 17 (согласно Септуагинте — 27) числа второго месяца (Быт. 7:11), предположительно месяца Хешвана. Дата начала всемирного потопа высчитывается по словам из 5-й главы книги Бытия (Быт. 5:3—28), в которой приводится родословная по линии Сифа, 3-го сына Адама (в скобках указаны значения по Септуагинте):
1. Адам жил сто тридцать [230] лет и у него родился Сиф (Быт. 5:3)
2. Сиф жил сто пять [205] лет и родил Еноса (Быт. 5:6)
3. Енос жил девяносто [190] лет и родил Каинана (Быт. 5:9)
4. Каинан жил семьдесят [170] лет и родил Малелеила (Быт. 5:12)
5. Малелеил жил шестьдесят пять [165] лет и родил Иареда (Быт. 5:15)
6. Иаред жил сто шестьдесят два года и родил Еноха (Быт. 5:18)
7. Енох жил шестьдесят пять [165] лет и родил Мафусаила (Быт. 5:21)
8. Мафусал жил сто восемьдесят семь лет и родил Ламеха (Быт. 5:25)
9. Ламех жил сто восемьдесят два [188] года и родил сына, и нарек ему имя: Ной (Быт. 5:28, 29)
10. Ной же был шестисот лет, как потоп водный пришел на землю (Быт. 7:6)

Таким образом, согласно еврейскому тексту Всемирный потоп начался в 130 + 105 + 90 + 70 + 65 + 162 + 65 + 187 + 182 + 600 = 1656 году от Сотворения мира (Адама). По Византийской эре, 1656 год от Сотворения мира соответствует 3853 году до н. э.
Согласно Септуагинте, Всемирный потоп начался в 230 + 205 + 190 + 170 + 165 + 162 + 165 + 187 + 188 + 600 = 2262 году от Сотворения мира (Адама), что по Византийской эре соответствует 3247 году до н. э. Однако между хронологиями различных кодексов Септуагинты есть одно разночтение — возраст, в котором Мафусаил родил Ламеха. Согласно Александрийскому кодексу, Мафусаил родил Ламеха в 187 лет, но Ватиканскому кодексу и современному тексту греческой Библии — в 167 лет, что соответствует 2242 году от Сотворения мира.
По еврейскому тексту, Бог повелел Ною выйти из Ковчега на сушу 27 числа второго месяца (Быт. 8:14—17) 1657 года, а по Александрийскому кодексу — 2263 года от Сотворения мира.
Согласно древнеармянскому преданию, в 3669 году до н. э. патриарх Ной после потопа основал древнее поселение Армении и назвал его «Нахиджеван» (изначальное место жительства Ноя). Иосиф Флавий называл его «Нахиджеван» Аповатерионом (Αποβατήριον), Птолемей — «Наксоана» (Ναξουάνα).

## Иконография и другая художественная культура
Первые изображения потопного сюжета известны в раннехристианской живописи. Так, в катакомбах Присциллы нарисованы Ной в позе оранта, который стоит в своём ковчеге в форме ящика, а летящий к нему с оливковой ветвью в клюве голубь; изображение относится ко второй половине III века. Тот же тип ковчега-ящика, который подобен Ковчегу Завета, изображён в большей части раннехристианских рукописей V—VII века, исключая «Венский Генезис», в котором он нарисован в виде ступенчатого сооружения типа зиккурата.
Иконография библейской потопной истории сложилась в IV—VI веках. В англосаксонской традиции Ноев ковчег изображался наподобие корабля викингов: на фресках церкви Сен-Савен-сюр-Гартамп, рубеж XI—XII веков. Ранние изображения потопа включают в свой сюжет утонувших гигантов, рождённых от сынов света, которые упоминает Книга Еноха. Иногда автор представлял историю потопа в нескольких сценах. В целом сцены потопа средневековое искусство изображает чаще всего циклически, включая части потопного сюжета о сооружении ковчега, ковчеге на бушующих волнах, Ное, который принимает благую весть о близости суши, и др. В циклах, которые восходят к рукописи «Генезиса лорда Коттона», известной по мозаикам собора Святого Марка в Венеции начала XIII века, и в средневизантийскоих октатевхах периода число сцен доходит до десяти, включая сюжеты «Насаждения лозы» и «Опьянения Ноя».
В искусстве Возрождения потопные сцены либо по-прежнему являются частью циклов, которые посвящены книги Бытия (фрески Паоло Уччелло в клуатре Верде в церкве Санта-Мария-Новелла во Флоренции 1432—1436 и 1447—1448 годов, росписи Микеланджело, исполненные на плафоне Сикстинской капеллы 1508—1512 годов), либо представлены циклами картин (работы Якопо Бассано около 1574 года: «Жертвоприношение Ноя» во дворце Сан-Суси в Потсдаме; «Животные входят в Ноев ковчег», Прадо в Мадриде.
Также тема потопа представлена у Леонардо да Винчи на графических композициях, которые объединяются под условным именованием «Потоп» и представляют образ всемирной катастрофы. Стоическое осмысление потопа в качестве звена гигантского цикла эволюции природы представляет полотно Николы Пуссена «Зима, или Потоп». Протестантские аллегории XVI—XVII веков Д. Барентса и др. тема потопа решалась, как правило, в этико-назидательном ключе. Сцены потопа стали особенно популярными в живописи и графике романтизма, представленные работами Теодора Жерико, Уильяма Тёрнера, Дж. Мартина, Ивана Айвазовского и др.
Тема потопа затрагивается в ряде фильмов (например, художественный фильм «Библия», художественный фильм «Ной» и комедийном фильме «Эван Всемогущий») и мультфильмов (например, «Вселенский потоп» и «Упс… Ной уплыл!»).